# Güneyməhlə
Güneyməhlə (hay còn gọi là Güneyməhəllə) là một làng đô thị ở Püstəqasım thuộc vùng Quba của Azerbaijan.